# El pacto (serie de televisión de España)
El pacto es una miniserie de televisión dirigida por Fernando Colomo para Telecinco que trata temas como la importancia de la amistad durante la adolescencia, los conflictos paterno-filiales, las inquietudes personales y la búsqueda de la identidad propia, y que está inspirada en el caso real ocurrido en Massachusetts (EE. UU.), donde
17 adolescentes de un mismo colegio pactaron quedarse embarazadas a la vez.

## Argumento
El pacto se sumerge en la historia de Rebeca, María, Ana, Bea, Vivi, Merche y Carol, siete amigas y estudiantes de 4.º de ESO de la misma clase que toman una sorprendente decisión: quedarse embarazadas todas a la vez. Este acto representa una protesta contra el director del colegio que expulsó a María por haberse quedado embarazada
Durante el desarrollo de la historia se exploran los problemas que tienen las estudiantes durante su gestación.

## Protagonistas
- Marina Salas es Rebeca Luengo.
- Diana Gómez es María.
- Macarena García es Ana Alcides.
- Georgina Latre es Bea.
- Denise Maestre es Vivi.
- Vicky Luengo es Merche.
- Natalia Rodríguez Arroyo es Carol.
- Gara Muñoz es Tina.

## Personajes
Rebeca (Marina Salas): Es la líder del grupo. Fue convenciendo a sus amigas una por una para que se quedaran embarazadas. Odia a Adela, la novia de su padre y siempre le hace la vida imposible. Quiere mucho a su padre Antonio y tiene dos hermanas menores. Adela se quedó embarazada, lo cual reclamó toda la atención de Antonio, pero cuando su hija le dijo que estaba embarazada se centró más en Rebeca. Sus mejores amigas son Bea y Vivi. Rebeca estuvo perdiendo sangre y pudo tener un aborto, pero al final no lo tuvo porque Adela la llevó de inmediato a urgencias, desde entonces empezaron a llevarse bien.
María (Diana Gómez): Es la mejor amiga de Ana. Fue la novia de un joven pescador que se llamaba Fran. Fue la primera chica que se quedó embarazada. Fran decidió cortar con ella asegurando que él no era el padre y además el director del colegio chantajeó a sus padres para que el curso siguiente estuviera en otro colegio ya que temía que eso estropeara la imagen del colegio. Su madre se droga y su padre supuestamente es rico. Están divorciados y mantienen una relación muy tensa.
Ana (Macarena García): Es la mejor amiga de María. Sale con Dani, el hermano de Fran. Ana y Dani se pelean a lo largo de la serie porque a él no le agrada la idea de que Ana esté embarazada de otro tipo, pero al final acaban reconciliándose. Es una deportista excelente y le encanta el ciclismo, de hecho iba a hacer unas pruebas, que representaban las puertas hacia su sueño de ser ciclista, pero al final no las pudo hacer porque en su estado no era seguro. Su padre siempre está investigando sobre el caso de su hija y sus amigas en busca del padre del hijo de Ana. Al principio ella se negaba a hacer el pacto, pero cuando se enteró de que Fran había dejado a María y lo mal que ella lo estaba pasando por todo eso cambió de opinión.
Bea (Georgina Latre): Es la mejor amiga de Rebeca. Se va de su casa ya que su madre es la que peor se toma la noticia de que están embarazadas. Cuando se marchó se fue a casa de Rebeca y luego a casa del hombre con el que había concebido a su hijo. Allí se queda durante unos días, pero al final es echada ya que el tipo va a traer a su novia. Tiene una hermana menor y al final vuelve a su casa cuando hace las paces con su madre.
Vivi (Denise Maestre): Es la mejor amiga de Rebeca. Es la más rebelde de todas y odia a sus padres porque se avergüenza de ellos y quiere tener una vida más independiente. Ella es la única chica que aborta porque tenía una enfermedad de transmisión sexual, y la cura para salvarla significaría la pérdida del niño.
Merche (Vicky Luengo): Es la mejor amiga de Carol. Al principio no estuvo de acuerdo en hacer el pacto pero finalmente la convencieron. Es una chica bastante rebelde y siempre ha estado pensando en abortar pero al final no lo hace.
Carol (Natalia Rodríguez): Es la mejor amiga de Merche. Es adoptada y no tiene personalidad. Tuvo relaciones con su profesor particular y los chicos de clase se burlaban de ella diciendo que tenía que haber pagado para que hubiese algún tipo que quisiera acostarse con ella porque la consideraban fea.
Tina (Gara Muñoz): Es la hija del director y la única que no se mete en el pacto porque las demás ya sabían que no querría hacerlo. Siempre va con los chicos de clase y parece que desde siempre no se ha llevado bien con las demás chicas. Al final se va del colegio porque Rebeca desveló que su padre expulsó a María del colegio porque estaba embarazada, lo cual le haría quedar muy mal delante de sus compañeros.

## Extras
- Oliver Fierro chico de playa.

## Episodios y audiencias
| Temporada | Temporada | Episodios | Estreno             | Final               | Audiencia media | Audiencia media | Audiencia media |
| Temporada | Temporada | Episodios | Estreno             | Final               | Espectadores    | Cuota           |                 |
| --------- | --------- | --------- | ------------------- | ------------------- | --------------- | --------------- | --------------- |
|           | 1         | 2         | 10 de enero de 2010 | 17 de enero de 2010 | 3 771 000       | 20,3%           |                 |

### Primera temporada
| N.º (serie) | Título                              | Director (es)   | Fecha de emisión    | Audiencia         |
| ----------- | ----------------------------------- | --------------- | ------------------- | ----------------- |
| 1           | «Siete adolescentes, un juramento»  | Fernando Colomo | 10 de enero de 2010 | 3 483 000 (18,2%) |
| 2           | «¿Por qué se quedaron embarazadas?» | Fernando Colomo | 17 de enero de 2010 | 4 058 000 (22,3%) |